# Конкорд (Массачусетс)
Конкорд (англ. Concord) — американский город в штате Массачусетс, на одноимённой реке, в 32 км к северо-западу от Бостона. Численность населения — 17 688 человек (2010).

## География
Площадь города 25,9 квадратных миль (67,1 км²), из которых одну квадратную милю (2,5 км², ~3,75 % общей площади) занимают водоёмы.
Конкорд считается родиной американского виноделия, так что в окрестностях города много виноградников.

## История
Основанный в 1635 году, Конкорд стал первым в штате поселением пуритан в отдалении от морского берега. Первоначально городу было присвоено индейское имя реки Маскетаквид (Musketaquid). Это название на алгонкинском языке означало «травянистая равнина», что соответствовало низменным болотам. Нынешнее имя города означает по-английски «согласие, соглашение» (имеются в виду соглашения поселенцев о мирном сосуществовании с индейцами).
Конкорд стал отправной точкой Американской войны за независимость, поскольку именно здесь прозвучали 19 апреля 1775 года её первые выстрелы. Этому предшествовало проведение в Конкорде первого конгресса провинции Массачусетс, на котором колонисты высказали своё несогласие с решением короля отозвать хартию самоуправления и лишить поселенцев права избирать должностных лиц.

## Культура

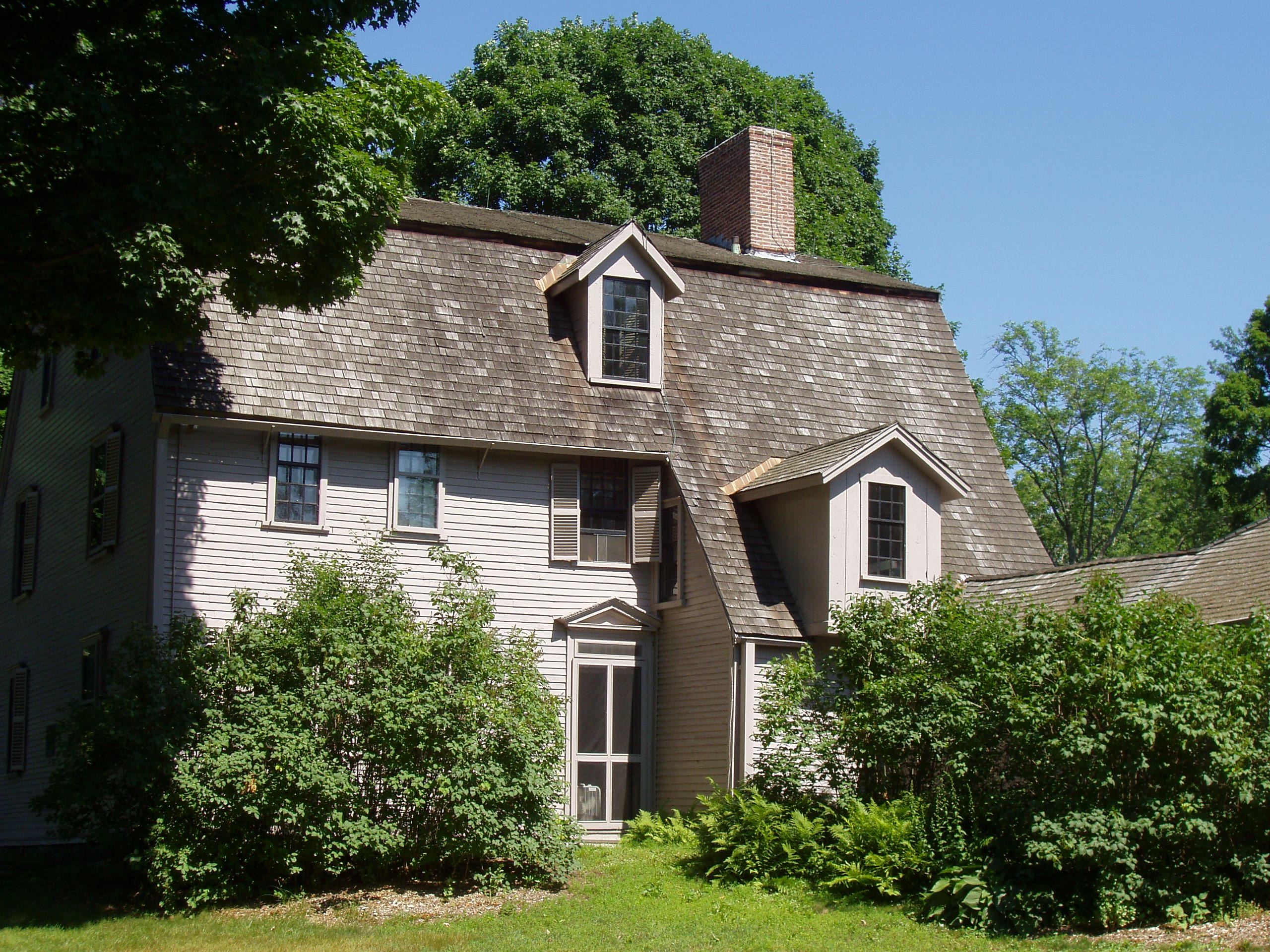
«Старая усадьба».

В середине XIX века Конкорд стал центром трансцендентализма — мистической разновидности романтизма, которую проповедовал живший здесь Ральф Уолдо Эмерсон. Город стал меккой для последователей его учения. Один из них, Генри Дэвид Торо, прожил два года на берегу принадлежавшего Эмерсону Уолденского пруда. Свои наблюдения он описал в книге «Уолден, или Жизнь в лесу» (1854). Ныне Уолденский пруд объявлен государственным заповедником.
Помимо Эмерсона и Торо, в Конкорде жили скульптор Дэниэл Честер Френч, писательница Луиза Мэй Олкотт и самый влиятельный американский писатель своего времени Натаниел Готорн. Все они похоронены на местном кладбище. В особняках Готорна, Эмерсона и семейства Олкоттов открыты музейные экспозиции.
Среди городских достопримечательностей особенно знаменита построенная в 1770 году дедом Эмерсона «старая усадьба», во время проживания в которой Готорн написал часть рассказов из сборника «Легенды старой усадьбы» (1846).
В честь Уолденского пруда названа американская кинокомпания Walden Media, производящая и издающая детские фильмы.

## Население
По данным переписи 2010 года, численность населения Конкорда составляет 17 тысяч 668 человек. Из них белые — 15 850 человек (89,7 %), афроамериканцы — 673 (3,8 %), азиаты — 709 (4 %).

## Города-побратимы
- Нанаэ
- Сен-Манде
- Сан-Маркос